# Кожла
Ко́жла (рос. Кожла, марій. Кожла) — присілок у складі Звениговського району Марій Ел, Росія. Входить до складу Красноярського сільського поселення.

## Населення
Населення — 110 осіб (2010; 113 у 2002).
Національний склад (станом на 2002 рік):
- марі — 95 %